# Dasypoda albimana
Dasypoda albimana är en biart som beskrevs av Pérez 1905. Dasypoda albimana ingår i släktet byxbin, och familjen sommarbin. Inga underarter finns listade i Catalogue of Life.